# Grażyna Dehnel
Grażyna Dehnel – polska ekonomistka, dr hab. nauk ekonomicznych, profesor uczelni Instytutu Informatyki i Ekonomii Ilościowej Uniwersytetu Ekonomicznego w Poznaniu.

## Życiorys
12 listopada 1999 obroniła pracę doktorską Statystyka małych obszarów jako narzędzie rozwoju ekonomicznego regionów, 3 grudnia 2010 habilitowała się na podstawie pracy zatytułowanej Rozwój mikroprzedsiębiorczości w Polsce w świetle estymacji dla małych domen. Otrzymała nominację profesorską. Pracowała w Katedrze Statystyki na Wydziale Informatyki i Gospodarki Elektronicznej Akademii Ekonomicznej w Poznaniu. Została zatrudniona na stanowisku adiunkta w Katedrze Metod Ilościowych na Wydziale Finansów i Bankowości Wyższej Szkoły Bankowej w Poznaniu.
Piastowała funkcję profesora nadzwyczajnego i kierownika w Katedrze Statystyki na Wydziale Informatyki i Gospodarki Elektronicznej Uniwersytetu Ekonomicznego w Poznaniu.
Jest profesorem uczelni i kierownikiem Katedry Statystyki w Instytucie Informatyki i Ekonomii Ilościowej na Uniwersytecie Ekonomicznym w Poznaniu i członkiem Komitetu Nauk Demograficznych na I Wydziale Nauk Humanistycznych i Społecznych Polskiej Akademii Nauk.